# Baloldali Front – Kommunista Ifjúsági Szövetség
A Baloldali Front a Magyar Munkáspárt ifjúsági szervezete, amelyet 1999-ben alapítottak, akkor még mint Baloldali Front - Munkás Ifjúsági Szövetséget, s a MI(SZ) (Marxista Ifjúsági Szövetség) jogutódját. A szervezet neve 2004-ben lett a mai, ugyanebben az évben csatlakozott a Demokratikus Ifjúsági Világszövetséghez.

## Története
1999. március 14-én jött létre hivatalosan a MI(SZ) jogutódjaként a Baloldali Front - Munkás Ifjúsági Szövetség. A szervezet célja ekkor a korábban nagy hagyományokra visszamutató ifjúkommunista mozgalom feltámasztása volt. A Front ekkori logója egy piros paradicsom volt, melyet azonban nem sokáig használtak, előtérbe került ugyanis a bordó-fekete csillag.
A következő jelentősebb eseményre 2004-ben került sor, amikor Székely Pétert választották meg az ekkor már Baloldali Front-KISZ névre átkeresztelt szervezet élére. Székely vezetésével a Front főként a nemzetközi kommunista mozgalommal próbált együtt menni, s a külföldi, elsősorban latin-amerikai példák nyomán szervezni a rendezvényeit. Miután a szervezetben a felső korhatár 35 év volt, és Székely Péternek egyébként is fontosabb pozíciója lett a Munkáspárt vezetésében, hamarosan Kalocsai Kinga lett az elnök. Az ő vezetése alatt folytatódott az addigi politika. Többek között demonstrációkat szerveztek a cseh Kommunista Ifjúsági Szövetség betiltása ellen. Felemelték hangjukat a palesztinok érdekében, elítélték az Amerikai Egyesült Államok háborús politikáját, segítettek lebonyolítani az országgyűlési választásokat és a budapesti május elsejét. Felvették a kapcsolatot Latin-Amerika baloldali szervezeteivel. Mivel a Munkáspárt kettészakadása miatt a helyi szervezetek számos helyen megszűntek, így újult erővel indult meg az újraszervezés és új helyi szervezetek létrehozása.
2008-tól elvi váltás következett be: Szabó Tamás lett az új elnök, és a Front is a nemzetközi jelentőségű ügyek helyett inkább a hazai politikai helyzettel kezdett el foglalkozni. A Frontosok emellett több választáson is munkáspárti jelöltekként mérettették meg magukat. A párt kádereinek pótlása is gyakran az ifjúsági szervezetből történt. Új logót is alkalmaztak, mely azonban sok vitát váltott ki, lévén nagyon hasonlított egy deformált vörös csillaghoz. Ezért 2011-től ismét a régi logót használja az ifjúsági szervezet.

## Célkitűzések
Alapszabálya értelmében a Baloldali Front békepárti, ellenzi a NATO-tagságot, és az Európai Unió politikáját. A munkához, lakáshoz, ingyenes egészségügyhöz való jog biztosítását követelik. Ingyenes, mindenki számára elérhető oktatást szeretnének, s harcolnak a diákok jogaiért. Küzdenek a dolgozó nép és az ifjúság elnyomása, kizsákmányolása ellen, a tőkés hatalmaskodások ellen. Alapvető értékként védi az emberi jogokat, és tiltakozik a diszkrimináció ellen. Emellett szolidaritást vállaltak Kubával, Palesztinával és Venezuelával. Ellenzik az Amerikai Egyesült Államok háborús politikáját.
A Baloldali Front lehetőségeihez mérten közreműködik abban, hogy a magyar ifjúság valós képet kapjon a marxizmusról; hogy a kommunistákról kialakult negatív képzeteket eloszlassa; és hogy aktívan segítse a fiatalságot abban, hogy felismerje a kapitalizmus visszásságait, s ezen felismerést kihasználva megismertesse velük a kommunista világnézetet.

## Általános információk
A Baloldali Front tagja lehet minden 14 és 35 év közötti magyar állampolgár (35 év felett, de legfeljebb 45 éves korig egy speciális státusba, az ún. "Front-körbe" tartozhatnak a tagok, amely egyfajta támogatói pozíció). A Front többféle szervből épül fel, lépcsőzetesen. A legalsó szervezeti egység a sejt, melyet egy vagy két fő alakíthat, s célja, hogy aktív agitációval mihamarabb alapszervezetté nője ki magát. Három főtől kezdve a Front alapszervezetként működik, ez végzi a szervezet helyi munkáját. 2012-től kezdve működik  a három tagból álló Vezetőség, mely a korábbi elnöki pozíciót váltja fel, s amit a legalább évente megrendezésre kerülő Kongresszus választ.

## A Baloldali Front elnökei
- Székely Péter (1999–2005)
- Kalocsai Kinga (2005–2008)
- Szabó Tamás (2008–2010)
- Cseh Miklós (2010–2011)
- Nagy Judit (2011–2012)
- Thürmer Marianna, Arslan Pito, Turi Kristóf (2012-)